# Saint-Mamet
Saint-Mamet – miejscowość i gmina we Francji, w regionie Oksytania, w departamencie Górna Garonna.
Według danych na rok 1990 gminę zamieszkiwało 491 osób, a gęstość zaludnienia wynosiła 44 osób/km² (wśród 3020 gmin regionu Midi-Pireneje Saint-Mamet plasuje się na 597. miejscu pod względem liczby ludności, natomiast pod względem powierzchni na miejscu 1005.).